# نواه هولكومب
نواه هولكومب (بالإنجليزية: Noah Holcomb)‏ هو دراج أمريكي، ولد في 9 يوليو 1983.